# ريو ريال
ريو ريال بلدية في ولاية باهيا في المنطقة الشمالية الشرقية من البرازيل. سميت باسم النهر القريب.